# Apartação (esporte)

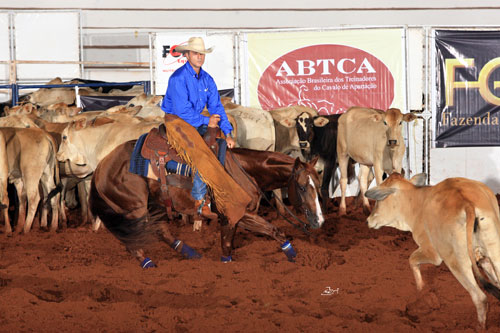
Cavalo fazendo apartação.

Apartação é uma modalidade equestre de trabalho, onde o cavalo e cavaleiro são julgados pelas suas capacidades de separar um único bovino de um rebanho de gado e mantê-lo afastado por um curto período de tempo.

## Descrição
Um cavalo de apartação é um animal atlético e disposto, possuindo "senso de vaca" nato, capacidade de responder rapidamente e virar bruscamente. O conjunto destas características durante uma "corrida de Apartação" não deixam o bovino voltar ao seu rebanho. Os cavalos envolvidos são tipicamente da raça Quarto de Milha, embora outras raças de cavalos também são utilizadas.
Na modalidade, o cavalo e o cavaleiro selecionam e separam um bovino (normalmente um novilho ou novilha) de um pequeno grupo. O bovino, então, tenta retornar ao seu rebanho, o cavaleiro solta as rédeas (colocando a mão para baixo, próximo à cernelha) e deixa para o cavalo a tarefa de manter o bovino separado, um trabalho que os melhores cavalos fazem com vontade, esclarecimento e estilo. Um competidor tem 2 minutos e meio para apresentar o cavalo. Tipicamente três bovinos são apartados durante a apresentação, apesar que, trabalhar apenas dois bovinos é aceitável. O juiz concede a nota para uma apresentação com base em uma escala, que varia de 60 a 80, com 70 a ser considerado médio.
Como o bovino tenta retornar ao seu rebanho, o cavalo precisa recuar, girar em torno de si mesmo, galopar e fazer movimentos como se fosse o espelho do bovino, o impedindo de voltar ao rebanho. O cavaleiro deve estar sempre concentrado, mantendo seus olhos focados no pescoço do bovino, de forma a antecipar o próximo movimento. O cavalo sempre precisa tentar cortar o movimento do bovino.